# Sabino Iannuzzi
Sabino Iannuzzi OFM (ur. 24 sierpnia 1969 w Avellino) – włoski duchowny katolicki, biskup Castellanety od 2022.

## Życiorys
Święcenia kapłańskie otrzymał 24 czerwca 1995 w zakonie franciszkanów. Był m.in. prowincjałem, przewodniczącym rady włoskich prowincjałów, a także rektorem bazyliki w Vitulano i wikariuszem biskupim archidiecezji Benevento ds. życia konsekrowanego.
5 marca 2022 papież Franciszek mianował go ordynariuszem diecezji Castellaneta. Sakry udzielił mu 14 maja 2022 arcybiskup Felice Accrocca.